# Élections municipales de 2025 dans La Vallée-de-la-Gatineau
Pour un article plus général, voir Élections municipales de 2025 en Outaouais.
Cet article concerne les élections municipales de 2025 en Outaouais dans la municipalité régionale de comté dans La Vallée-de-la-Gatineau.

## Aumond
| Candidats pour la mairie | Vote | % |
| ------------------------ | ---- | - |
|                          |      |   |

| Candidats conseiller #1 | Vote | % |
| ----------------------- | ---- | - |
|                         |      |   |

| Candidats conseiller #2 | Vote | % |
| ----------------------- | ---- | - |
|                         |      |   |

| Candidats conseiller #3 | Vote | % |
| ----------------------- | ---- | - |
|                         |      |   |

| Candidats conseiller #4 | Vote | % |
| ----------------------- | ---- | - |
|                         |      |   |

| Candidats conseiller #5 | Vote | % |
| ----------------------- | ---- | - |
|                         |      |   |
|                         |      |   |

| Candidats conseiller #6 | Vote | % |
| ----------------------- | ---- | - |
|                         |      |   |

| Candidats pour la mairie | Vote | % |
| ------------------------ | ---- | - |
|                          |      |   |
|                          |      |   |
| Bulletins rejetés        |      |   |
| Taux de participation    |      |   |

| Candidats conseiller #3 | Vote | % |
| ----------------------- | ---- | - |
|                         |      |   |
|                         |      |   |
| Bulletins rejetés       |      |   |
| Taux de participation   |      |   |

## Blue Sea
| Candidats pour la mairie | Vote | % |
| ------------------------ | ---- | - |
|                          |      |   |

| Candidats conseiller #1 | Vote | % |
| ----------------------- | ---- | - |
|                         |      |   |

| Candidats conseiller #2 | Vote | % |
| ----------------------- | ---- | - |
|                         |      |   |

| Candidats conseiller #3 | Vote | % |
| ----------------------- | ---- | - |
|                         |      |   |

| Candidats conseiller #4 | Vote | % |
| ----------------------- | ---- | - |
|                         |      |   |

| Candidats conseiller #5 | Vote | % |
| ----------------------- | ---- | - |
|                         |      |   |

| Candidats conseiller #6 | Vote | % |
| ----------------------- | ---- | - |
|                         |      |   |

## Bois-Franc
| Candidats pour la mairie | Vote | % |
| ------------------------ | ---- | - |
|                          |      |   |

| Candidats conseiller #1   | Vote            | %               |
| ------------------------- | --------------- | --------------- |
| Kim Bernatchez (Sortante) | Sans opposition | Sans opposition |

| Candidats conseiller #2 | Vote | % |
| ----------------------- | ---- | - |
|                         |      |   |

| Candidats conseiller #3 | Vote | % |
| ----------------------- | ---- | - |
|                         |      |   |

| Candidats conseiller #4 | Vote | % |
| ----------------------- | ---- | - |
|                         |      |   |

| Candidats conseiller #5 | Vote | % |
| ----------------------- | ---- | - |
|                         |      |   |

| Candidats conseiller #6 | Vote | % |
| ----------------------- | ---- | - |
|                         |      |   |

## Bouchette
| Candidats pour la mairie | Vote | % |
| ------------------------ | ---- | - |
|                          |      |   |

| Candidats conseiller #1 | Vote | % |
| ----------------------- | ---- | - |
|                         |      |   |
|                         |      |   |

| Candidats conseiller #2 | Vote | % |
| ----------------------- | ---- | - |
|                         |      |   |
|                         |      |   |

| Candidats conseiller #3 | Vote | % |
| ----------------------- | ---- | - |
|                         |      |   |

| Candidats conseiller #4 | Vote | % |
| ----------------------- | ---- | - |
|                         |      |   |
|                         |      |   |

| Candidats conseiller #5 | Vote | % |
| ----------------------- | ---- | - |
|                         |      |   |

| Candidats conseiller #6 | Vote            | %               |
| ----------------------- | --------------- | --------------- |
| Jean Daoust (Sortant)   | Sans opposition | Sans opposition |

## Cayamant
| Candidats pour la mairie | Vote | % |
| ------------------------ | ---- | - |
|                          |      |   |
|                          |      |   |
|                          |      |   |
|                          |      |   |

| Candidats conseiller #1 | Vote | % |
| ----------------------- | ---- | - |
|                         |      |   |

| Candidats conseiller #2 | Vote | % |
| ----------------------- | ---- | - |
|                         |      |   |
|                         |      |   |

| Candidats conseiller #3 | Vote | % |
| ----------------------- | ---- | - |
|                         |      |   |

| Candidats conseiller #4 | Vote | % |
| ----------------------- | ---- | - |
|                         |      |   |

| Candidats conseiller #5 | Vote | % |
| ----------------------- | ---- | - |
|                         |      |   |
|                         |      |   |
|                         |      |   |

| Candidats conseiller #6 | Vote | % |
| ----------------------- | ---- | - |
|                         |      |   |

## Denholm
| Taux de participation :                | Taux de participation : | Taux de participation : | Taux de participation : | Taux de participation : | % |
| Nombre de votes valides :              |                         |                         |                         |                         |   |
| Nombre de votes rejetées à la mairie : |                         |                         |                         |                         |   |
| Nombre d'électeurs inscrits :          |                         |                         |                         |                         |   |

| Candidats pour la mairie | Vote | % |
| ------------------------ | ---- | - |
|                          |      |   |
|                          |      |   |

| Candidats conseiller #1 | Vote | % |
| ----------------------- | ---- | - |
|                         |      |   |

| Candidats conseiller #2 | Vote | % |
| ----------------------- | ---- | - |
|                         |      |   |
|                         |      |   |

| Candidats conseiller #3 | Vote | % |
| ----------------------- | ---- | - |
|                         |      |   |
|                         |      |   |

| Candidats conseiller #4 | Vote | % |
| ----------------------- | ---- | - |
|                         |      |   |

| Candidats conseiller #5 | Vote | % |
| ----------------------- | ---- | - |
|                         |      |   |
|                         |      |   |
|                         |      |   |

| Candidats conseiller #6 | Vote | % |
| ----------------------- | ---- | - |
|                         |      |   |
|                         |      |   |

| Candidats conseiller #3 | Vote | % |
| ----------------------- | ---- | - |
|                         |      |   |
|                         |      |   |
|                         |      |   |

## Déléage
| Taux de participation :                | Taux de participation : | Taux de participation : | Taux de participation : | Taux de participation : | % |
| Nombre de votes valides :              |                         |                         |                         |                         |   |
| Nombre de votes rejetées à la mairie : |                         |                         |                         |                         |   |
| Nombre d'électeurs inscrits :          |                         |                         |                         |                         |   |

| Candidats pour la mairie | Vote | % |
| ------------------------ | ---- | - |
|                          |      |   |
|                          |      |   |
|                          |      |   |
|                          |      |   |

| Candidats conseiller #1 | Vote | % |
| ----------------------- | ---- | - |
|                         |      |   |
|                         |      |   |
|                         |      |   |

| Candidats conseiller #2 | Vote | % |
| ----------------------- | ---- | - |
|                         |      |   |

| Candidats conseiller #3 | Vote | % |
| ----------------------- | ---- | - |
|                         |      |   |

| Candidats conseiller #4 | Vote | % |
| ----------------------- | ---- | - |
|                         |      |   |
|                         |      |   |

| Candidats conseiller #5 | Vote | % |
| ----------------------- | ---- | - |
|                         |      |   |
|                         |      |   |

| Candidats conseiller #6 | Vote | % |
| ----------------------- | ---- | - |
|                         |      |   |
|                         |      |   |

## Egan-Sud
| Candidats pour la mairie | Vote | % |
| ------------------------ | ---- | - |
|                          |      |   |

| Candidats conseiller #1 | Vote | % |
| ----------------------- | ---- | - |
|                         |      |   |

| Candidats conseiller #2 | Vote | % |
| ----------------------- | ---- | - |
|                         |      |   |

| Candidats conseiller #3 | Vote | % |
| ----------------------- | ---- | - |
|                         |      |   |

| Candidats conseiller #4 | Vote | % |
| ----------------------- | ---- | - |
|                         |      |   |

| Candidats conseiller #5 | Vote | % |
| ----------------------- | ---- | - |
|                         |      |   |

| Candidats conseiller #6 | Vote | % |
| ----------------------- | ---- | - |
|                         |      |   |

## Gracefield
| Taux de participation :                | Taux de participation : | Taux de participation : | Taux de participation : | Taux de participation : | % |
| Nombre de votes valides :              |                         |                         |                         |                         |   |
| Nombre de votes rejetées à la mairie : |                         |                         |                         |                         |   |
| Nombre d'électeurs inscrits :          |                         |                         |                         |                         |   |

| Candidats pour la mairie | Vote | % |
| ------------------------ | ---- | - |
|                          |      |   |
|                          |      |   |
|                          |      |   |

| Candidats conseiller #1 | Vote | % |
| ----------------------- | ---- | - |
|                         |      |   |
|                         |      |   |

| Candidats conseiller #2 | Vote | % |
| ----------------------- | ---- | - |
|                         |      |   |
|                         |      |   |

| Candidats conseiller #3 | Vote | % |
| ----------------------- | ---- | - |
|                         |      |   |

| Candidats conseiller #4 | Vote | % |
| ----------------------- | ---- | - |
|                         |      |   |

| Candidats conseiller #5 | Vote | % |
| ----------------------- | ---- | - |
|                         |      |   |
|                         |      |   |

| Candidats conseiller #6 | Vote | % |
| ----------------------- | ---- | - |
|                         |      |   |
|                         |      |   |
|                         |      |   |

## Grand-Remous
| Candidats pour la mairie | Vote | % |
| ------------------------ | ---- | - |
|                          |      |   |

| Candidats conseiller #1 | Vote | % |
| ----------------------- | ---- | - |
|                         |      |   |
|                         |      |   |

| Candidats conseiller #2 | Vote | % |
| ----------------------- | ---- | - |
|                         |      |   |

| Candidats conseiller #3 | Vote | % |
| ----------------------- | ---- | - |
|                         |      |   |

| Candidats conseiller #4 | Vote | % |
| ----------------------- | ---- | - |
|                         |      |   |

| Candidats conseiller #5 | Vote | % |
| ----------------------- | ---- | - |
|                         |      |   |
|                         |      |   |
|                         |      |   |

| Candidats conseiller #6 | Vote | % |
| ----------------------- | ---- | - |
|                         |      |   |

## Kazabazua
| Taux de participation :                | Taux de participation : | Taux de participation : | Taux de participation : | Taux de participation : | % |
| Nombre de votes valides :              |                         |                         |                         |                         |   |
| Nombre de votes rejetées à la mairie : |                         |                         |                         |                         |   |
| Nombre d'électeurs inscrits :          |                         |                         |                         |                         |   |

| Candidats pour la mairie | Vote | % |
| ------------------------ | ---- | - |
|                          |      |   |
|                          |      |   |
|                          |      |   |
|                          |      |   |

| Candidats conseiller #1 | Vote | % |
| ----------------------- | ---- | - |
|                         |      |   |
|                         |      |   |

| Candidats conseiller #2 | Vote | % |
| ----------------------- | ---- | - |
|                         |      |   |
|                         |      |   |

| Candidats conseiller #3 | Vote | % |
| ----------------------- | ---- | - |
|                         |      |   |
|                         |      |   |

| Candidats conseiller #4 | Vote | % |
| ----------------------- | ---- | - |
|                         |      |   |
|                         |      |   |

| Candidats conseiller #5 | Vote | % |
| ----------------------- | ---- | - |
|                         |      |   |
|                         |      |   |

| Candidats conseiller #6 | Vote | % |
| ----------------------- | ---- | - |
|                         |      |   |

## Lac-Sainte-Marie
| Candidats pour la mairie | Vote | % |
| ------------------------ | ---- | - |
|                          |      |   |

| Candidats conseiller #1 | Vote | % |
| ----------------------- | ---- | - |
|                         |      |   |

| Candidats conseiller #2 | Vote | % |
| ----------------------- | ---- | - |
|                         |      |   |

| Candidats conseiller #3 | Vote | % |
| ----------------------- | ---- | - |
|                         |      |   |
|                         |      |   |
|                         |      |   |

| Candidats conseiller #4 | Vote | % |
| ----------------------- | ---- | - |
|                         |      |   |

| Candidats conseiller #5 | Vote | % |
| ----------------------- | ---- | - |
|                         |      |   |

| Candidats conseiller #6 | Vote | % |
| ----------------------- | ---- | - |
|                         |      |   |
|                         |      |   |

## Low
| Candidats pour la mairie | Vote | % |
| ------------------------ | ---- | - |
|                          |      |   |

| Candidats conseiller #1 | Vote | % |
| ----------------------- | ---- | - |
|                         |      |   |
|                         |      |   |

| Candidats conseiller #2 | Vote | % |
| ----------------------- | ---- | - |
|                         |      |   |
|                         |      |   |

| Candidats conseiller #3 | Vote | % |
| ----------------------- | ---- | - |
|                         |      |   |
|                         |      |   |

| Candidats conseiller #4 | Vote | % |
| ----------------------- | ---- | - |
|                         |      |   |

| Candidats conseiller #5 | Vote | % |
| ----------------------- | ---- | - |
|                         |      |   |

| Candidats conseiller #6 | Vote | % |
| ----------------------- | ---- | - |
|                         |      |   |
|                         |      |   |

## Maniwaki
| Candidats pour la mairie | Vote | % |
| ------------------------ | ---- | - |
|                          |      |   |

| Candidats quartier #1 | Vote | % |
| --------------------- | ---- | - |
|                       |      |   |

| Candidats quartier #2 | Vote | % |
| --------------------- | ---- | - |
|                       |      |   |
|                       |      |   |

| Candidats quartier #3 | Vote | % |
| --------------------- | ---- | - |
|                       |      |   |
|                       |      |   |

| Candidats quartier #4 | Vote | % |
| --------------------- | ---- | - |
|                       |      |   |

| Candidats quartier #5 | Vote | % |
| --------------------- | ---- | - |
|                       |      |   |
|                       |      |   |

| Candidats quartier #6 | Vote | % |
| --------------------- | ---- | - |
|                       |      |   |
|                       |      |   |
|                       |      |   |

## Messines
| Candidats pour la mairie | Vote | % |
| ------------------------ | ---- | - |
|                          |      |   |

| Candidats conseiller #1 | Vote | % |
| ----------------------- | ---- | - |
|                         |      |   |
|                         |      |   |

| Candidats conseiller #2 | Vote | % |
| ----------------------- | ---- | - |
|                         |      |   |

| Candidats conseiller #3 | Vote | % |
| ----------------------- | ---- | - |
|                         |      |   |
|                         |      |   |

| Candidats conseiller #4 | Vote | % |
| ----------------------- | ---- | - |
|                         |      |   |
|                         |      |   |

| Candidats conseiller #5 | Vote | % |
| ----------------------- | ---- | - |
|                         |      |   |

| Candidats conseiller #6 | Vote | % |
| ----------------------- | ---- | - |
|                         |      |   |
|                         |      |   |

## Montcerf-Lytton
| Taux de participation :                | Taux de participation : | Taux de participation : | Taux de participation : | Taux de participation : | % |
| Nombre de votes valides :              |                         |                         |                         |                         |   |
| Nombre de votes rejetées à la mairie : |                         |                         |                         |                         |   |
| Nombre d'électeurs inscrits :          |                         |                         |                         |                         |   |

| Candidats pour la mairie | Vote | % |
| ------------------------ | ---- | - |
|                          |      |   |
|                          |      |   |

| Candidats conseiller #1 | Vote | % |
| ----------------------- | ---- | - |
|                         |      |   |
|                         |      |   |

| Candidats conseiller #2 | Vote | % |
| ----------------------- | ---- | - |
|                         |      |   |
|                         |      |   |

| Candidats conseiller #3 | Vote | % |
| ----------------------- | ---- | - |
|                         |      |   |
|                         |      |   |
|                         |      |   |

| Candidats conseiller #4 | Vote | % |
| ----------------------- | ---- | - |
|                         |      |   |
|                         |      |   |

| Candidats conseiller #5 | Vote | % |
| ----------------------- | ---- | - |
|                         |      |   |
|                         |      |   |

| Candidats conseiller #6 | Vote | % |
| ----------------------- | ---- | - |
|                         |      |   |

| Candidats conseiller #5 | Vote | % |
| ----------------------- | ---- | - |
|                         |      |   |

## Sainte-Thérèse-de-la-Gatineau
| Candidats pour la mairie | Vote | % |
| ------------------------ | ---- | - |
|                          |      |   |

| Candidats conseiller #1 | Vote | % |
| ----------------------- | ---- | - |
|                         |      |   |

| Candidats conseiller #2 | Vote | % |
| ----------------------- | ---- | - |
|                         |      |   |

| Candidats conseiller #3 | Vote | % |
| ----------------------- | ---- | - |
|                         |      |   |

| Candidats conseiller #4 | Vote | % |
| ----------------------- | ---- | - |
|                         |      |   |

| Candidats conseiller #5 | Vote | % |
| ----------------------- | ---- | - |
|                         |      |   |

| Candidats conseiller #6 | Vote | % |
| ----------------------- | ---- | - |
|                         |      |   |
|                         |      |   |